# Hit single
Un hit single es una canción o disco que se ha vuelto muy popular. Aunque a veces se utiliza para describir cualquier canción que haya conseguido relevancia, el término «éxito» se suele reservar para una que se haya difundido en casi todas las emisoras de música en reiteradas veces a través de radiales y/o ventas comerciales importantes.

## Chart hits
En los Estados Unidos y el Reino Unido, un sencillo suele considerarse como un éxito cuando ha llegado a la lista oficial de la revista Billboard (Billboard Hot 100) o al UK Singles Chart y permaneció allí durante al menos una semana (la definición utilizada por el Guinness Book of British Hit Singles & Albums desde la década de los '70).
Un éxito puede ser descrito como un «number one hit», un «top 10 hit», un «top 20 hit» o un «top 40 hit», dependiendo de su posición en el ranking. En el Reino Unido, donde la radio no está incluida en las listas oficiales, este conteo no puede reflejar completamente la popularidad global de la canción, ya que la posición semanal del listado se basa únicamente en una comparación directa con las ventas de otros sencillos relanzados en torno al mismo tiempo. Por tanto, no es raro que un sencillo fracase en la lista, pero que ha vendido más copias que otros sencillos que se consideran como «éxitos» solo por su colocación en el listado durante un período de ventas bajas en general.

## Sencillos exitosos en todo el mundo
Que un sencillo se convierta o no en éxito puede depender de la ubicación geográfica. El gusto musical varía considerablemente y los sencillos que no son éxitos en su país de origen a veces lo son en otras partes del mundo. Por ejemplo, «Blind To The Groove», lanzada en 1998 por la banda inglesa Ultra, no se colocó en los listados británicos, pero se convirtió en un «top ten hit» en España. La mayoría de los artistas por lo general procuran el lanzamiento de sus sencillos en varios países con la esperanza de lograr un éxito mundial.